# Atje Keulenová-Deelstraová
Atje Keulenová-Deelstraová (31. prosince 1938 Grouw, Frísko – 22. února 2013 Leeuwarden, Frísko), rodným jménem Deelstraová, byla nizozemská rychlobruslařka a maratónská bruslařka.
Rychlobruslení se věnovala od dětství, ve svých 16 letech vyhrála juniorské mistrovství Fríska. V roce 1962 se vdala za Jellea Keulena, se kterým měla do roku 1966 tři děti, poté se v roce 1967 k rychlobruslení vrátila. Prvních mezinárodních závodů se zúčastnila v roce 1969, roku 1970 již startovala na Mistrovství Evropy (4. místo), Mistrovství světa ve sprintu (bronz) a Mistrovství světa ve víceboji, které vyhrála. V olympijské sezóně 1971/1972 zvítězila na vícebojařském evropském i světovém šampionátu, na sprinterském byla čtvrtá. Ze Zimních olympijských her v Sapporu si odvezla stříbrnou medaili ze závodu na 1000 m a bronzové ze závodů na 1500 a 3000 m, na nejkratší distanci 500 m byla šestá. V letech 1973 a 1974 dosáhla na velkých soutěžích shodných výsledků: zvítězila na Mistrovství Evropy i světa ve víceboji a byla druhá na Mistrovství světa ve sprintu. V sezónách 1974/1975 a 1975/1976 se už objevila pouze na několika malých závodech, po několikaleté přestávce nastoupila k posledním rychlobruslařským závodům v letech 1979 a 1980.
Po ukončení kariéry klasické rychlobruslařky se začala věnovat maratónskému bruslení, jehož nizozemský šampionát v letech 1975 až 1980 pětkrát vyhrála. Po sezóně 1979/1980 ukončila sportovní kariéru.
Zemřela 22. února 2013 na následky mozkového infarktu, který utrpěla předcházejícího dne a po němž byla v kómatu.